# École du Pausilippe

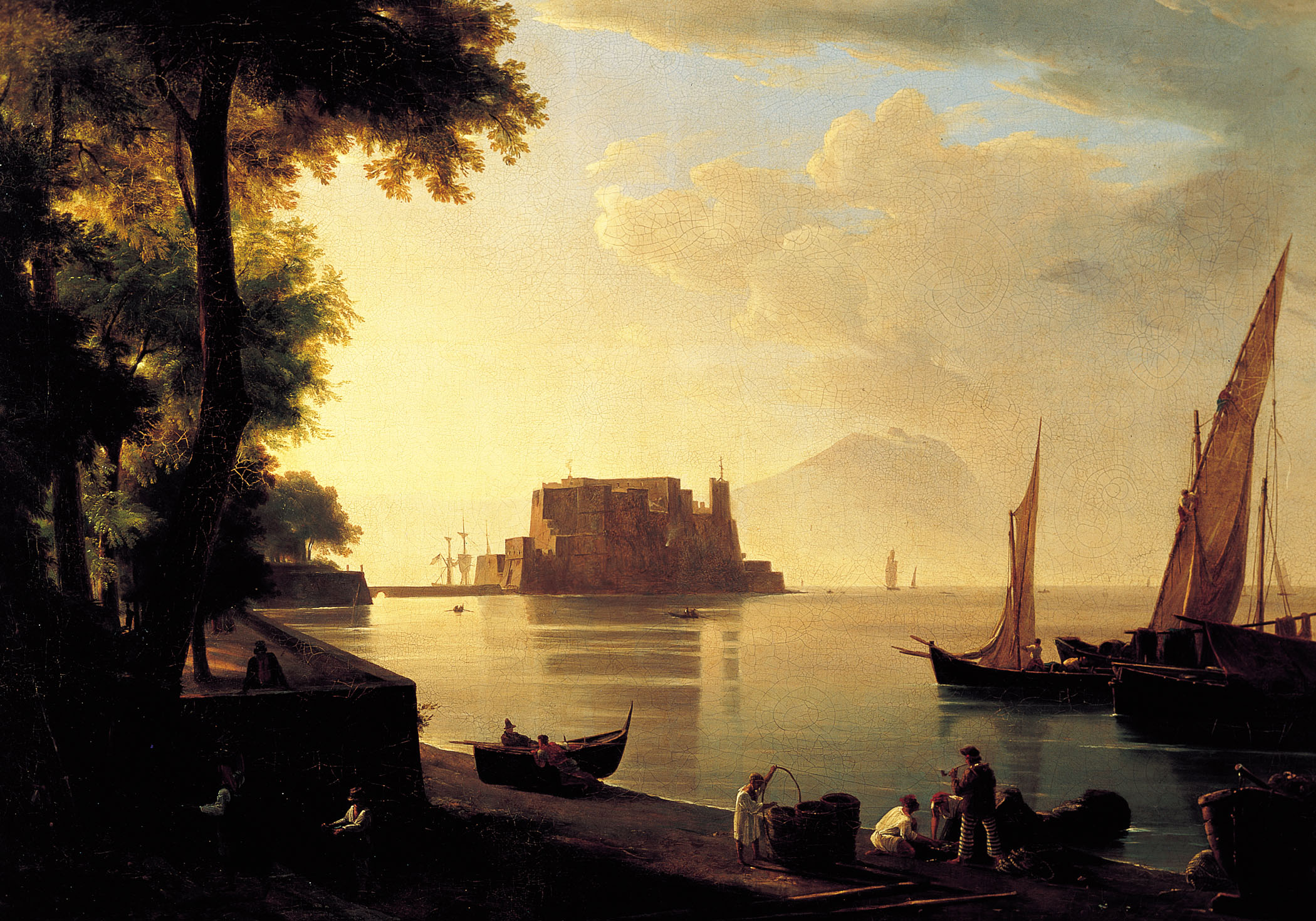
Castel dell'Ovo dalla spiaggia, Anton Sminck van Pitloo

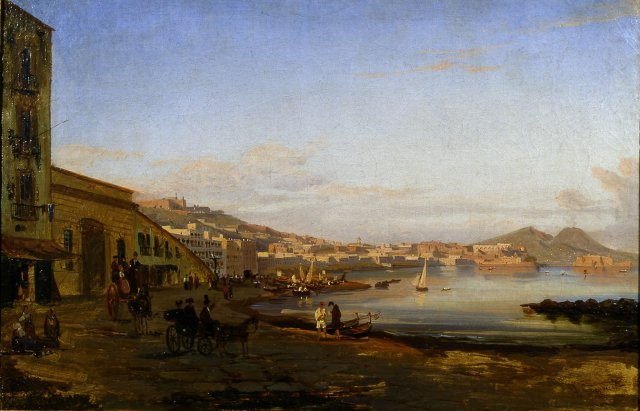
Marina di Posillipo, Giacinto Gigante

L'école du Pausilippe  (en italien Scuola di Posillipo) caractérise un groupe de peintres de paysage, privilégiant la tradition de la veduta napolitaine, et qui marqua la peinture italienne de la première moitié du XIXe siècle.
Ce groupe fit école et tient son nom du Pausilippe, une colline en bord de mer, située au nord ouest de la baie de Naples.

## Histoire
En 1820, dans l'atelier de Anton Sminck Pitloo, vedutiste hollandais résidant à Naples depuis 1816, prennent l'habitude, entre 1825 et 1835, de se réunir les artistes Achille Vianelli, Gabriele Smargiassi, Teodoro Duclère, Vincenzo Franceschini, Beniamino De Francesco et Alessandro Fergola.
Le genre paysage, mineur jusqu'alors à Naples, devint, avec le romantisme, le sujet de prédilection de certains artistes napolitains de l'époque comme Raffaele Carelli et ses fils, Giacinto Gigante, Giuseppe Palizzi, Cesare Uva, Francesco Mancini,  mais aussi des peintres étrangers à l'Italie, comme le Norvégien Johan Christian Dahl ou l'Autrichien Joseph Rebell qui déclinèrent leur vues sous la forme de gravures dont des chromolithographies.

## Principaux artistes de l'école
- Anton Sminck Pitloo, fondateur
- Consalvo Carelli
- Sylvestre Chtchedrine
- Teodoro Duclère
- Vincenzo Franceschini
- Beniamino De Francesco
- Giacinto Gigante
- Filippo Palizzi
- Gabriele Smargiassi
- Achille Vianelli
- Achille Carillo
- François Vervloet